# Obora Klokočka
Obora Klokočka se nachází severozápadně od města Bakov nad Jizerou v okrese Mladá Boleslav, ve Středočeském kraji, na katastrálních územích Malá Bělá a Bílá Hlína.

## Popis

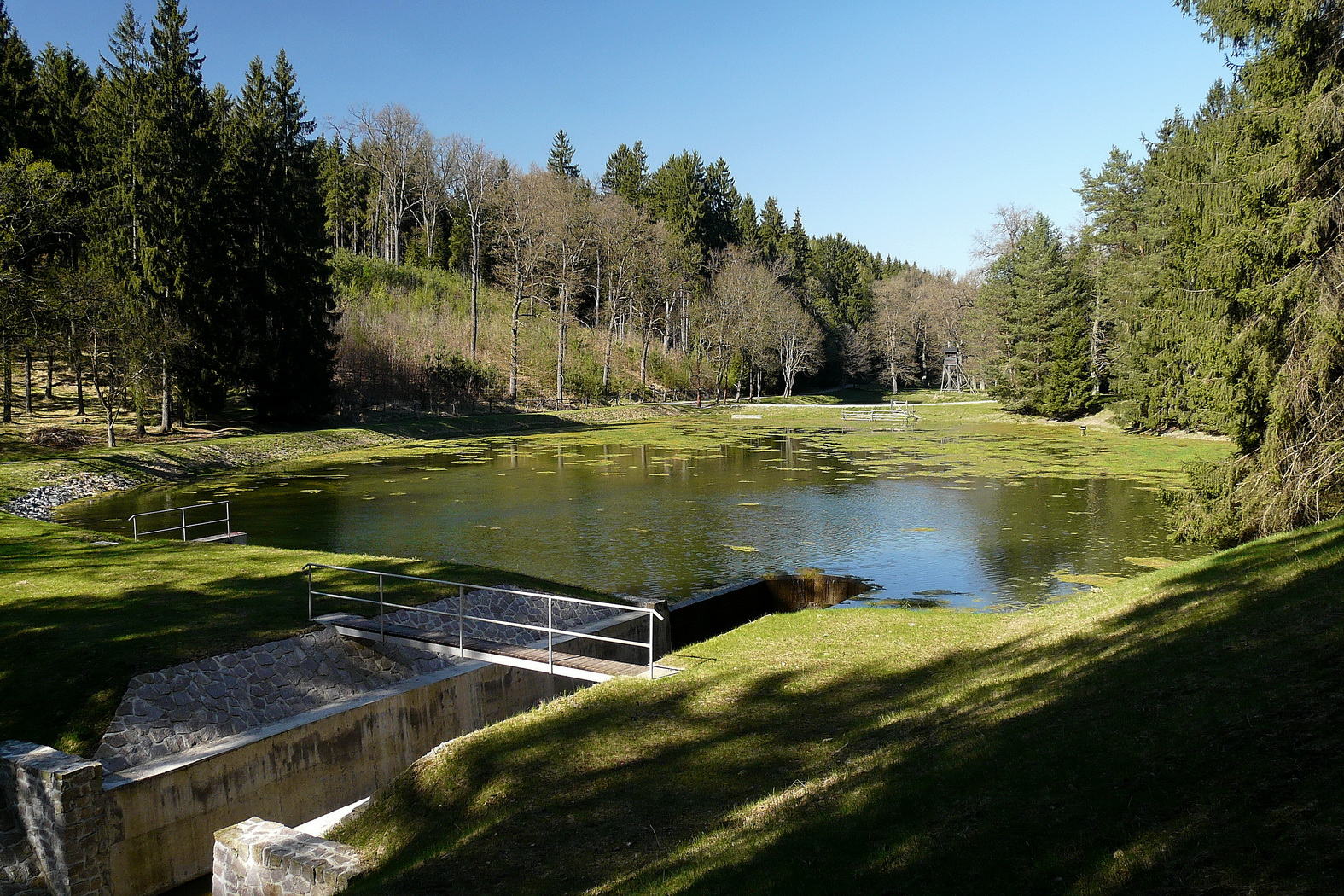
Rybník na Rokytce v oboře Klokočka

Obora přiléhá k samotě Klokočka v úzkém a vlhkém údolí potoka Rokytky. Samotu tvoří myslivna (za plotem obory) a blízká barokní kaple nad pramenem těsně u obory. Obora spadá pod lesní správu Ještěd (Lesy ČR s.p.). Má výměru 826 ha. V oboře se chovají daňci a je veřejnosti nepřístupná. I okolní lesy, rozprostírající se v souvislém pásmu po celé severní části Máchova kraje, se neoficiálně nazývají klokočské. Za východní hranici polesí je považována silnice Dolní Krupá–Bělá pod Bezdězem.
Údolí Rokytky (s nesouvislým tokem) protíná celou oboru zhruba ve směru JJZ–SSV a po opuštění obory u Bílé Hlíny vede při severovýchodní hranici obory. Na toku je vybudováno několik nádrží (bezejmenný dvojitý rybník s kamennou hrází a jedna malá nádrž u myslivny). Další rybník je potom na drobném toku u východní hranice obory. O slavnější minulosti nestabilního horního toku Rokytky svědčí příčné terénní valy, pravděpodobné zbytky hrází několika zaniklých rybníků.

## Historie
Revír Klokočka patřil do panství Mnichovo Hradiště a Bělá pod Bezdězem. Vlastníky bylo několik šlechtických rodů, počínaje zřejmě Markvartici v 11. století a konče Valdštejny.
Revír měl tvar pravoúhlého trojúhelníku, jehož nejdelší strana od západu na severovýchod měřila vzdušnou čarou asi 5,4 km. Revír Klokočka sestával z pěti vedle sousedících komplexů navzájem od sebe oddělených.
V 17. století se jeden člen rodu Valdštejnů trpící dnou údajně uzdravil vodou z vydatného pramene u dnešní samoty Klokočka. Od té doby po celé 18. století až do počátku 19. století byla Klokočka vyhledávaným lázeňským místem. Poblíž pramene byla postavena lázeňská budova. Přímo nad pramenem byla později postavena dnešní barokní kaple, která je zasvěcena sv. Stapinovi.
Obora vznikla v roce 1824 na příkaz Arnošta Filipa z Valdštejna. V roce 1876 měla rozlohu 1716 ha. V oboře stával v průsečíku osmi průseků střelecký pavilon zvaný Zelený letohrádek. Bývalá lázeňská budova byla v roce 1832 přeměněna na myslivnu a později ještě klasicistně přestavěna.